# Ján Babjak

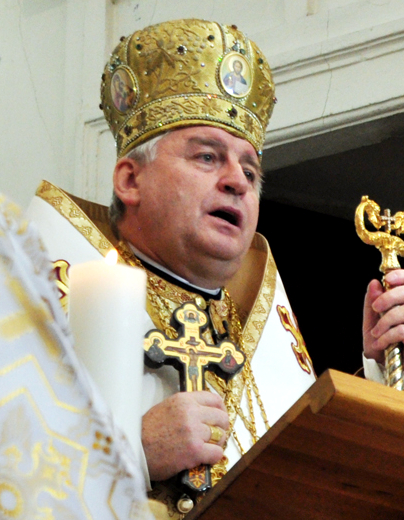
Ján Babjak SJ (2012)

Erzbischofswappen von Ján Babjak

Ján Babjak SJ (* 28. Oktober 1953 in Hažín nad Cirochou, Tschechoslowakei) ist ein slowakischer Ordensgeistlicher sowie emeritierter Erzbischof der Erzeparchie Prešov und ehemaliges Oberhaupt der griechisch-katholischen Kirche in der Slowakei.

## Leben
Ján Babjak besuchte von 1969 bis 1973 das Gymnasium in Humenné. Anschließend studierte er Philosophie und Katholische Theologie an der Theologischen Fakultät St. Kyrill und Method in Bratislava. Am 11. Juni 1978 empfing Babjak in Prešov durch den Weihbischof in Križevci, Joakim Segedi, das Sakrament der Priesterweihe für die Eparchie Prešov.
Babjak war zunächst als Pfarrvikar in Prešov tätig, bevor er 1983 Pfarradministrator in Ľubica wurde. Am 18. Juni 1987 trat Ján Babjak heimlich der Ordensgemeinschaft der Jesuiten bei und legte am 18. Juni 1989 die erste Profess ab. Von 1989 bis 1990 war er Präfekt am Priesterseminar in Bratislava. Danach wirkte er als Pfarrer der griechisch-katholischen Pfarrei Erhöhung des Heiligen Kreuzes in Bratislava. 1991 wurde Ján Babjak für weiterführende Studien nach Rom entsandt, wo er 1993 am Päpstlichen Orientalischen Institut ein Lizenziat im Fach Spiritualität erwarb. Nachdem er von 1993 bis 1994 kurzzeitig ein Exerzitienhaus in Prešov geleitet hatte, kehrte er nach Rom zurück und wurde Mitarbeiter bei Radio Vatikan. 1996 wurde Babjak am Päpstlichen Orientalischen Institut mit der Arbeit P. Michal Lacko, SJ, informátor a formátor gréckokatolíkov („P. Michal Lacko SJ: Lehrer und Ausbilder der griechisch-katholischen Gläubigen“) zum Doktor der Theologie promoviert. Nach der Rückkehr in seine Heimat war Babjak Direktor des spirituellen Zentrums Michal Lacko in Košice. Daneben lehrte er ostkirchliche Spiritualität an der Universität Trnava. Außerdem war er an der Gründung der Gesellschaft der Heiligen Kyrill und Method in Michalovce und der Gesellschaft der Ikonographen der Heiligen Kyrill und Method der Slowakei in Košice sowie einer Ikonografieschule beteiligt. Ferner gehörte Babjak der Vorbereitungskommission für den Seligsprechungsprozess von Pavol Peter Gojdič OSBM an.
Am 11. Dezember 2002 ernannte ihn Papst Johannes Paul II. zum Bischof von Prešov und damit zum Oberhaupt der griechisch-katholischen Kirche in der Slowakei. Die Bischofsweihe spendete ihm Johannes Paul II. persönlich am 6. Januar 2003 im Petersdom; Mitkonsekratoren waren der Substitut des Staatssekretariats des Heiligen Stuhls, Kurienerzbischof Leonardo Sandri, und der Sekretär der Kongregation für die orientalischen Kirchen, Kurienerzbischof Antonio Maria Vegliò. Sein Wahlspruch Vy ste chrám živého Boha („Ihr seid der Tempel des lebendigen Gottes“) stammt aus 2 Kor 6,16 . Die Amtseinführung erfolgte am 18. Januar 2003. Unter seiner Führung wurde die Bischofsresidenz renoviert sowie 2004 das griechisch-katholische Gymnasium Seliger Pavol Peter Gojdič in Prešov und später vier Pastoral- und Ausbildungszentren errichtet. In der Slowakischen Bischofskonferenz gehörte Ján Babjak von 2003 bis 2009 dem Rat für den Radiosender Lumen an. Danach war er dessen Aufsichtsratsvorsitzender und Präsident der Unterkommission für Umweltfragen.
Infolge der Erhebung der Eparchie Prešov zur Erzeparchie am 30. Januar 2008 durch Papst Benedikt XVI. wurde Ján Babjak erster Erzbischof der Erzeparchie Prešov. Die Amtseinführung fand am 17. Februar desselben Jahres statt. Seit dem 1. Oktober 2008 fungierte Babjak außerdem als Vorsitzender des Rates der Hierarchen der griechisch-katholischen Metropolitankirche eigenen Rechts in der Slowakei. Papst Benedikt XVI. berief ihn am 7. März 2009 zudem zum Mitglied der Kongregation für die orientalischen Kirchen. Ján Babjak war 2008 Teilnehmer der 12. ordentlichen Vollversammlung der Bischofssynode zum Thema Das Wort Gottes im Leben und in der Sendung der Kirche und 2012 der 13. ordentlichen Vollversammlung der Bischofssynode zum Thema Neuevangelisierung für die Weitergabe des Glaubens.
Die Universität Prešov verlieh ihm am 26. Oktober 2010 die Ehrendoktorwürde. Ferner gehörte Ján Babjak den wissenschaftlichen Räten der griechisch-katholischen theologischen Fakultät der Universität Prešov und der Hochschule für Gesundheit und Soziale Arbeit St. Elisabeth in Bratislava (2004–2006) an. Von 2009 bis 2011 war er Vorsitzender des Kuratoriums der Katholischen Universität Ružomberok.
Am 25. April 2022 nahm Papst Franziskus seinen vorzeitigen Rücktritt an.

## Schriften (Auswahl)
- P. Michal Lacko, SJ, informátor a formátor gréckokatolíkov (= Facultas Scientiarum Ecclesiasticarum Orientalium. Band 232). Pontificium Institutum orientale, Rom 1998, OCLC 1203764763.
- Rehole a kongregácie na Slovensku. Dobrá kniha, Trnava 1998, ISBN 978-80-7141-183-3.
- Zostali Verni: Osudy greckokatolickych knazov. Band 1. Slovo, Košice 1999, OCLC 908966626.
- Gréckokatolícky katedrálny chrám sv. Jána Krstitel̕a v Prešove. PETRA, Prešov 2005, ISBN 978-80-89007-74-5.
- Osudy gréckokatolíckych kňazov v rokach 1950–1968. In: Biuletyn Edukacji Medialnej. Nr. 1, 2008, OCLC 903334343, S. 28–43.
- Zostali Verni: Osudy greckokatolickych knazov. Band 2. PETRA, Prešov 2011, ISBN 978-80-8099-035-0.
- Záhrada Bohorodičky. PETRA, Prešov 2018, ISBN 978-80-8099-135-7.